# Atheas austroriparius
Atheas austroriparius är en insektsart som beskrevs av Heidemann 1909. Atheas austroriparius ingår i släktet Atheas och familjen nätskinnbaggar. Inga underarter finns listade i Catalogue of Life.